# 龔奭
龔奭（1603年—1643年），字君路，號晉菴，湖廣承天府沔陽州景陵縣籍，江西南昌府南昌縣人，明朝政治人物。

## 生平
天啟元年（1621年）辛酉科湖廣鄉試第七名舉人，崇禎四年（1631年）中式辛未科會試第六十七名，三甲第一百五十四名進士。都察院觀政，授桃源縣知縣，八年（1635年）升兵部車駕司主事，九年（1636年）調吏部驗封司主事，丁母憂歸里。十六年（1643年）流寇亂湖廣，龔奭帶病出城避難而卒。

## 家族
曾祖龔周佐；祖父龔清；父龔則遂。